# Eupithecia tricuspis
Eupithecia tricuspis là một loài bướm đêm trong họ Geometridae.